# Rhamphoria separata
Rhamphoria separata är en svampart som beskrevs av Munk 1948. Rhamphoria separata ingår i släktet Rhamphoria och familjen Annulatascaceae.   Inga underarter finns listade i Catalogue of Life.